# 4e régiment de hussards (France)
Le 4e régiment de hussards (ou 4e RH), est une unité de cavalerie de l'armée française, créé sous la Révolution à partir du régiment Colonel-Général hussards, un régiment de cavalerie français d'Ancien Régime.
Ses traditions sont gardées par le groupement de soutien de la base de défense de Metz.

## Création et différentes dénominations

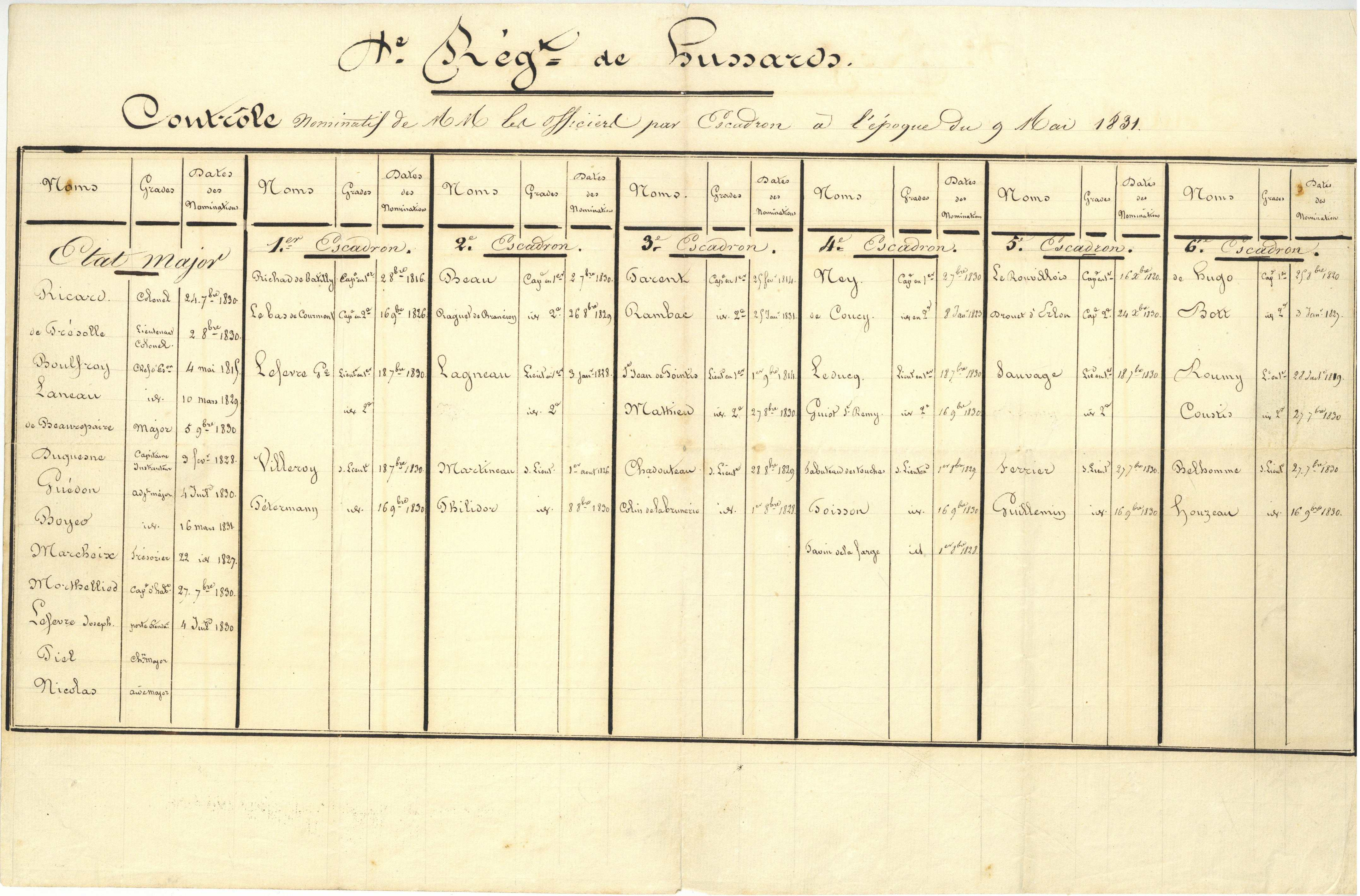
4e régiment de hussards, contrôle nominatif de, par escadron à l'époque du 9 mai 1831.

Le 4e régiment de hussards connait différentes appellations et évolutions tout au long de son histoire :
- en 1779, le régiment Colonel-Général hussards est créé pour le duc de Chartres avec un escadron de chacun des régiments de hussards, Bercheny, Chamborant, Conflans et Esterhazy[1] ;
- le 30 mai 1788, il est renforcé par un contingent de soldats pris dans les régiments de cavalerie de Quercy, régiment de Septimanie, Nassau, de La Mark, régiment des chasseurs de Franche-Comté et régiment des chasseurs des Évêchés ;
- le 1er janvier 1791, tous les régiments étant renommés en fonction de leur arme et numérotés selon leur ancienneté, il est donc renommé 5e régiment de hussards ;
- le 4 mai 1792, après la trahison du 4e régiment de hussards ci-devant Saxe hussards, le 5e régiment de hussards, ci-devant Colonel-Général hussards, prend son numéro ; tous les régiments suivants sont ainsi décalés d'un numéro vers le bas ;
- en 1814, il devient régiment des hussards de Monsieur ;
- en 1815, il reprend le nom de 4e régiment de hussards (Cent-Jours) puis
- en 1815 est dissout à la Seconde Restauration ;
- en 1816, création du régiment des hussards du Nord ;
- en 1825, il est renommé 4e régiment de hussards ;
- le 2 juillet 1940, dissolution ;
- le 15 février 1945, recréation du 4e régiment de hussards à partir des éléments du COABC[Quoi ?] 405 ;
- le 30 octobre 1945, il est dissous et transformé en 2e régiment de hussards ;
- le 15 juillet 1956, recréation du 4e régiment de hussards à partir des éléments du 251e B[précision nécessaire] ;
- le 15 janvier 1958, dissolution ;
- le 1er avril 1959, recréation du 4e régiment de hussards à partir des éléments du 31e régiment de dragons ;
- en 1964, il est dissous pour devenir le 8e régiment de dragons et immédiatement recréé avec les éléments du 1er régiment de Chasseurs d'Afrique et du centre d'instruction du 6e régiment de dragons ;
- en 1984, dissolution à Laon. L'étendard est confié au groupement des moyens régionaux n°6 qui prend l'appellation de GMR/6 - 4e RH ;
- en 1991, recréation du 4e régiment de hussards comme régiment de soutien de la région militaire de défense Nord-Est / circonscription militaire de défense Metz ;
- en 2000, il prend la dénomination de 4e groupe d'escadrons de hussards (4e GEH) ;
- en 2011, il devient le groupement de soutien de la base de défense de Metz (GSBdD MTZ)[2].

## Colonels, chefs de brigade
- 1791 : colonel Drouot de la Marche
- 1792 : colonel Miezskowski
- 1793 : chef de brigade Barbier[3]
- 1794 : chef de brigade Boyé
- 1794 : chef de brigade Flosse
- 1796 : chef de brigade Merlin
- 1797 : lieutenant-colonel Pajol
- 1804 : colonel André Burthe d'Annelet
- 1811 : colonel Christophe
- 1815 : colonel Blot
- 1816 : colonel Oudinot
- 1822 : colonel de Merssemann
- 1829 : colonel de Louvencourt
- 1830 : colonel Ricard
- 1832 : colonel Antoine Fortuné de Brack
- 1838 : colonel de Lesparda
- 1841 : colonel Dormoy
- 1850 : colonel Gallais
- 1855 : colonel Simon de la Mortière
- 1864 : colonel Choury de la Vigerie
- 1871 : colonel Cousin de Montauban
- 1875 : colonel Bauvieux
- 1880 : colonel de Poul
- 1886 : colonel Colinet de Labeau
- 1888 : colonel Gaudin
- 1895 : colonel Le Moine de Margon
- 1900 : colonel du Cor de Duprat
- 1908 : colonel Renaud
- 1911 : colonel Joubert
- 1915 : colonel Dollfus
- 1916 : colonel Parrot
- 1925 : colonel Bonnet
- 1929 : colonel Langlois
- 1931 : colonel du Bessey de Contenson
- 1934 : colonel Saint Poulof
- 1934 : colonel Rupied
- 1938 : colonel Chiappini
- 1945 : colonel Reboul
- 1945 : colonel Finaz
- 1956 : colonel Duboster
- 1957 : colonel Giraud
- 1959 : colonel Oddo
- 1960 : colonel Noe
- 1962 : colonel Heraud
- 1964 : colonel Burin des Roziers
- 1964 : colonel de Barry
- 1966 : colonel Février
- 1968 : colonel Gonneville
- 1970 : colonel de Lassus
- 1972 : colonel Gérin-Roze
- 1974 : colonel de Zélicourt
- 1976 : colonel Chevallereau
- 1978 : colonel Jacquot
- 1980 : colonel Voinot
- 1982 : colonel Rocolle
- 1988 : colonel Boulery
- 1991 : colonel Lhomme
- 1993 : lieutenant-colonel Vallet
- 1995 : lieutenant-colonel Enguilabert
- 1997 : colonel de Colombel
- 1999 : colonel Joannes
- 2001 : colonel Pillet
- 2003 : lieutenant-colonel Martin
- 2005 : lieutenant-colonel Salsedo
- 2007 : lieutenant-colonel Maurin
- 2009 : lieutenant-colonel Rocolle

## Historique des garnisons, combats et batailles

### Guerres de la Révolution et de l'Empire
Le 5e puis 4e hussards est affecté à l'armée du Centre :
- 21 septembre 1792, bataille de Valmy ;
- 1792, bataille de la Croix-aux-Bois.

En 1793 et 1794, il est à l'armée du Nord : bataille de Maastricht, bataille d'Aldenhoven (1794), bataille de Tirlemont, bataille de Hondschoote, bataille de Wattignies, passage de la Sambre.
Le 11 mai 1794, le futur maréchal de France, Étienne Gérard, alors sous-lieutenant, enlève un obusier et un convoi à l'ennemi. À cette époque, les engagements sont rares.

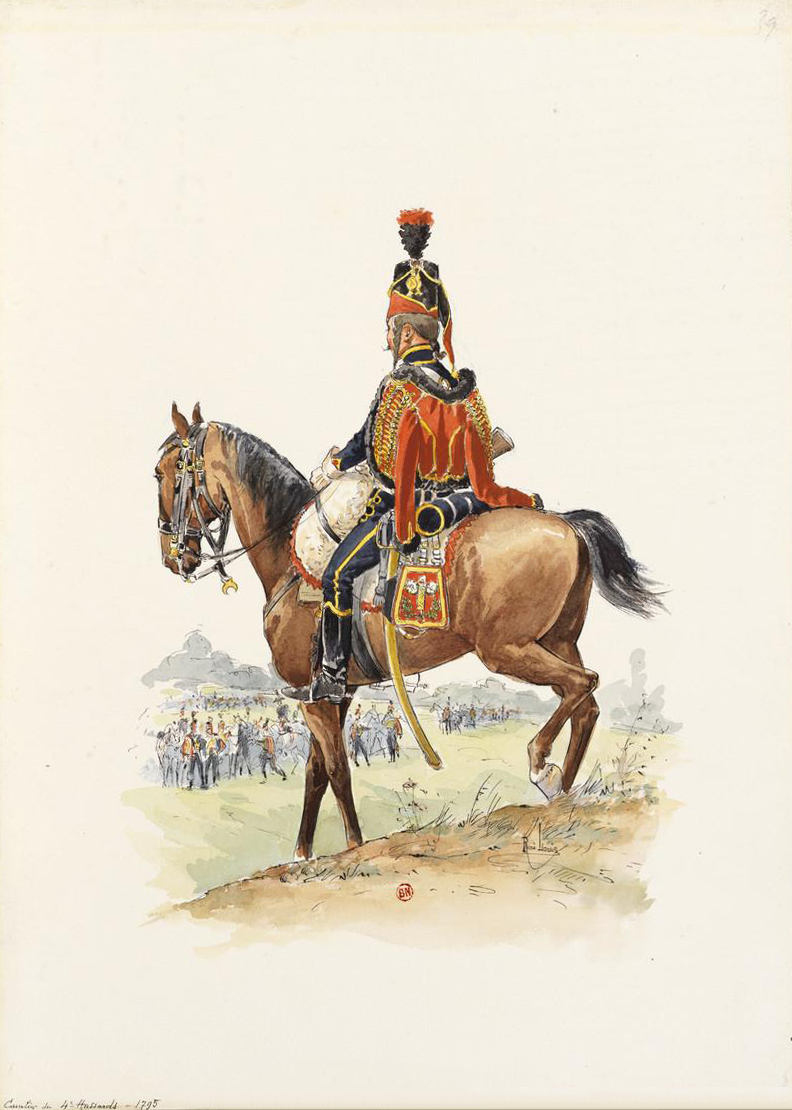
Cavalier du 4e hussards, 1795.

De 1794 à 1797, le régiment est à l'armée de Sambre-et-Meuse, combattant sous le regard imperturbable de Saint-Just qui signe lui-même la mise en retraite du lieutenant Jacques Helaïssen, le 5 messidor an II, au Pont :
- 26 juin 1794 : bataille de Fleurus ;
- combat à Langenheim ;
- 1796 : blocus de Mayence ;
- 1797 : passage du Rhin à Neuwied ; le lieutenant Devaillant, à la tête de 30 hussards, capture un bataillon autrichien.

En 1798 le régiment est à l'armée de Mayence et en 1799 à l'armée du Danube :
- 25 mars 1799, bataille de Stockach où le chef d'escadron Pajol, à la tête de 2 escadrons, fait prisonnier 2 bataillons ennemis ;
- bataille d'Altiken ;
- 27 mai 1799, bataille de Winterthour ;
- 23 septembre 1799, bataille de Zurich.

En 1800 il passe à l'armée du Rhin.
En 1804, le 4e reçoit quatre aigles et étendards du modèle Challiot. En 1805, le régiment, qui a 637 hommes, fait partie de la brigade Picard, division Kellermann, 1er corps d'armée du maréchal Bernadotte de la Grande Armée.
Le 2 décembre 1805, bataille d'Austerlitz..

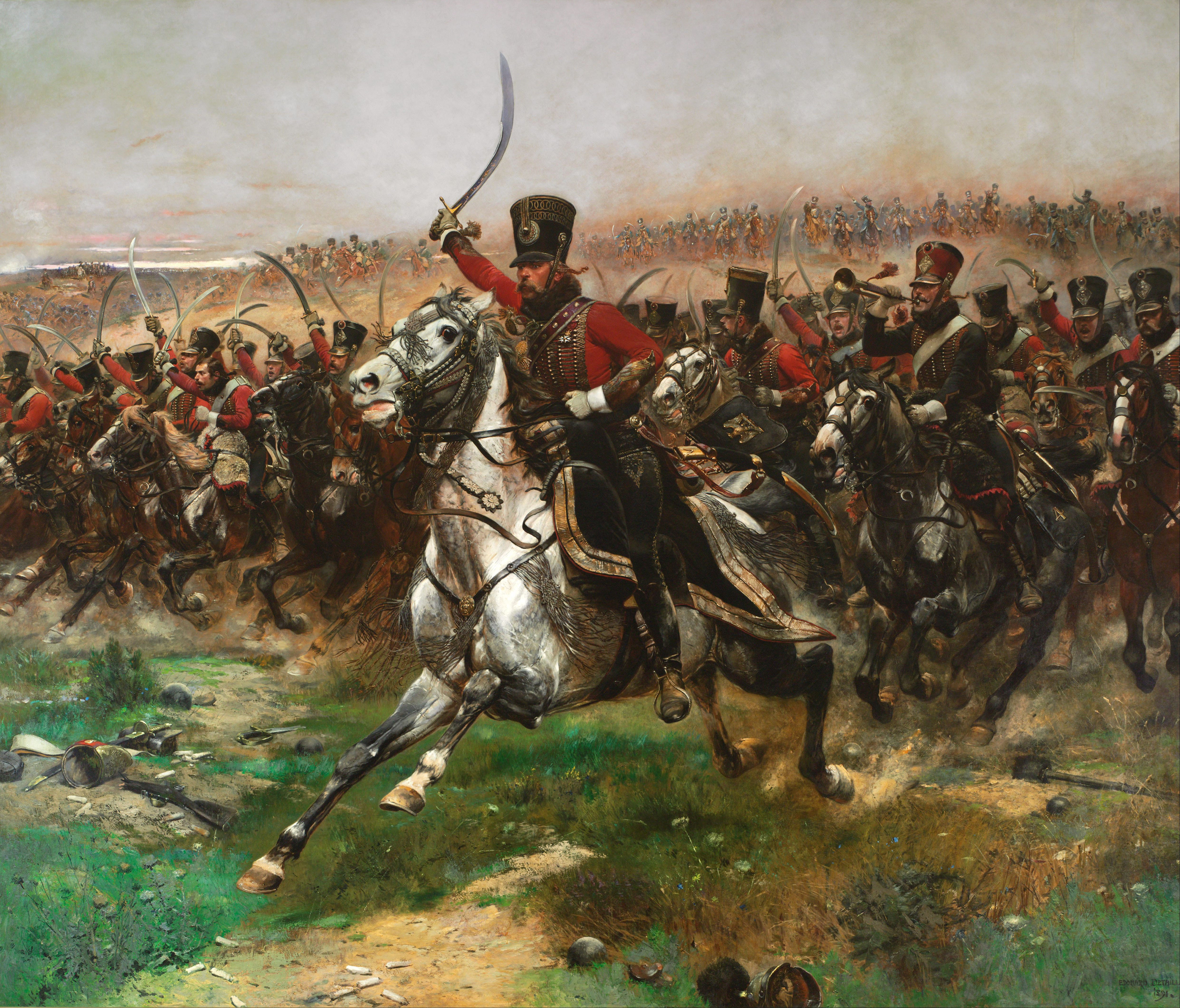
Charge du 4e à la bataille de Friedland, 14 juin 1807 (Vive l'Empereur !, par Detaille).

En 1806 et 1807, campagne de Prusse et de Pologne : bataille de Schleiz, bataille d'Iéna, bataille de Lübeck, bataille de Liebstadt, bataille de Mohrungen, bataille de Friedland.

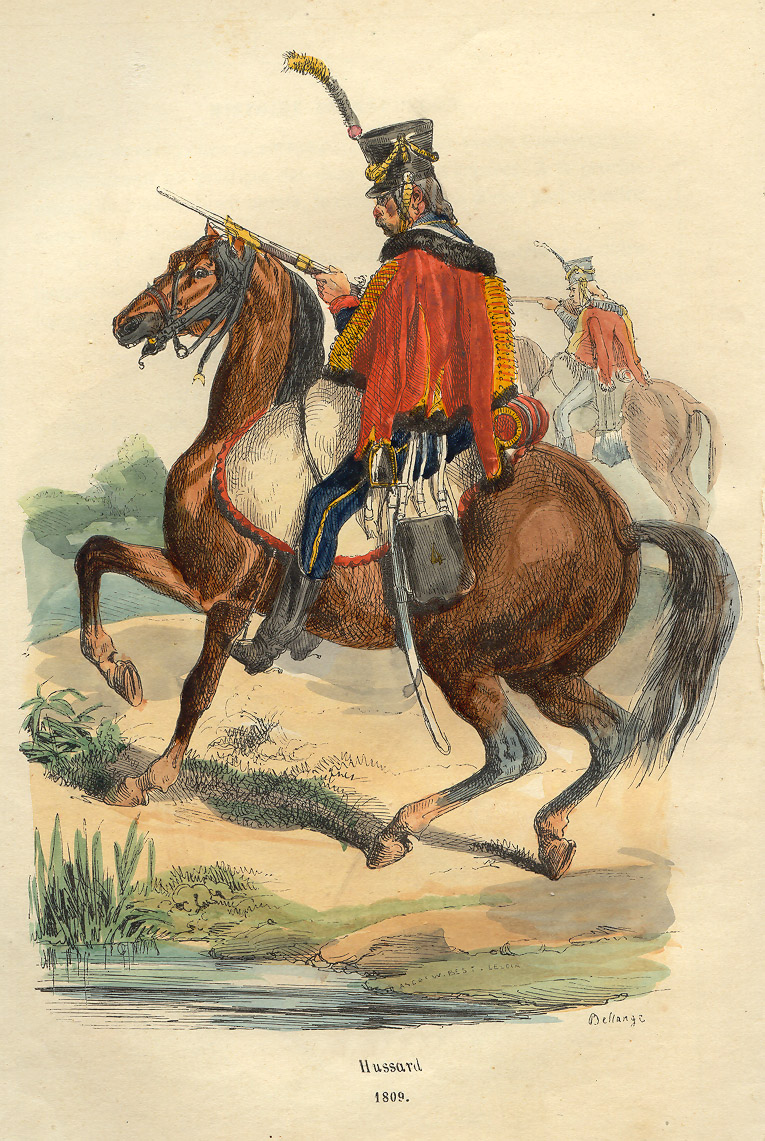
Hussard du 4e régiment en 1809.

À cette époque, les anciens de la Révolution cèdent leur place à de jeunes recrues. Le 27 septembre 1808, le 4e reçoit deux couronnes d'or de la ville de Paris et part pour l'armée d'Espagne. Là, il combat jusqu'en 1813 : bataille d'Alcañiz (1809), bataille de Belchite (1809), bataille de Stella (1811), bataille de Chiclana (1811), bataille de Sagonte (1811), bataille de Tecla (1813), bataille d'Ordal (1813).
En 1812, un aigle reste en service, les autres sont renvoyés le 19 mars. L'étendard du régiment est du modèle 1812 avec les mentions : Austerlitz Iéna Friedland.
En 1813 lors de la campagne d'Allemagne le régiment passe au 3e corps de cavalerie de la Grande Armée : le 23 août bataille de Gross Beeren, du 16 au 19 octobre bataille de Leipzig.
En 1814, il fait partie du 6e corps de cavalerie à l'armée de Lyon sous le commandement du général Pierre Augereau avec le 10e escadron du 4e Garde d'Honneur (Garde impériale). Dès le 10 janvier, les premières échauffourées entre les troupes françaises et autrichiennes ont lieu au nord de Bourg. Le 11, les Autrichiens se ressaisissent et contre-attaquent près de la carronière de Challes. La résistance acharnée des Français les oblige à faire venir 6 pièces d'artillerie qui poussent les Français à refluer en bon ordre à Meximieux. Le 4e hussard combat à Lons-le-Saunier, à Châlons, à Mâcon le 17 mars où, sous les ordres du général Pannetier, il se distingue en chargeant quatre bataillons et quatre escadrons ennemis à Lage-Longeart. Le 20, a lieu la bataille de Limonest suivie de l'abdication.
Lors de la Première Restauration, beaucoup de cavaliers du 4e rentrent chez eux. Certains restent au régiment et acceptent de servir le roi.
Dès le retour de Napoléon en France, les engagements dans le 4e sont nombreux dans les départements rhônalpins ; le 4e est caserné à Vienne. Les jeunes gens et les anciens combattants préférant l'uniforme et le prestige du 4e à la désignation sordide des Conseils d'examen départementaux.
Regroupé à Vienne, le 4e reçoit un aigle et un étendard modèle 1815, après avoir brûlé son étendard blanc de régiment royal fraîchement béni sur le parvis de l'église de Vienne à l'annonce du retour de Napoléon, puis rejoint la Grande Armée. Il combat à  Ligny le 16 juin et à Waterloo le 18 juin.

### De 1815 à 1848

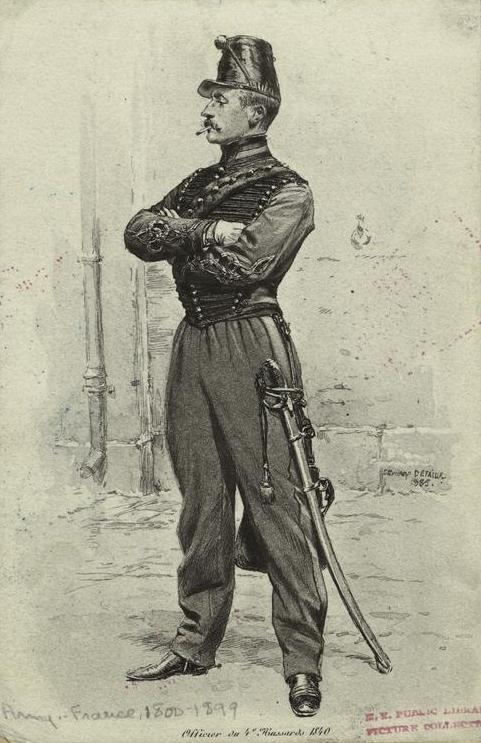
Officier du 4e Hussards (1840).

Le régiment est regroupé à Orléans, l'aigle et l'étendard du 4e sont détruits à Bourges.
En 1832, la garnison est à Poitiers.

### Deuxième République
De 1848 à 1850, la garnison est à Sedan.

### Second Empire
Le 29 septembre 1855, lors de la bataille de Kanghil, pendant la guerre de Crimée, le 4e régiment de hussards se distingue en capturant plusieurs canons russes.
En 1863, il est en garnison à Rome où le général de Montebello commande les troupes.
En 1870, il est en garnison à Phalsbourg et participe à la guerre franco-allemande de 1870. Au 1er août 1870, le 4e régiment de hussards fait partie de l'Armée du Rhin. Avec le 4e régiment de lanciers du colonel Féline et le 8e régiment de lanciers du colonel de Dampierre, le 4e forme la 1re brigade aux ordres du général Cambriels. Cette 1re brigade, avec la 2e brigade du général Jolif-Ducoulombier, constituent la division de cavalerie commandée par un général de division, le baron Ameil. Cette division de cavalerie évolue au sein du 7e corps d'armée ayant pour commandant en chef le général de division Félix Douay :
- le 4 août à Belfort, formation du 7e corps ;
- le 6 août à Mulhouse ;
- le 8 août à Belfort ;
- le 16 août, embarquement à Montbéliard et arrivée à Reims le 22 août ;
- du 23 au 26 août 1870, marche vers l'est ;
- le 31 août 1870, il prend part à la bataille de Sedan.

### De 1871 à 1914
De 1880 à 1887, il est en Algérie et participe à la campagne de Tunisie.

### Première Guerre mondiale

#### Affectations
En 1914, la portion centrale (dépôt, administration, intendance) est à Reims et le reste à Verdun. Il appartient à la 4e brigade de cavalerie légère. Il combat avec la 4e division de cavalerie pendant la guerre, à cheval jusqu'au 1er novembre 1914 puis à pied jusqu'à janvier 1918. De mars à novembre 1918, le régiment sert comme infanterie montée.

### Entre-deux-guerres

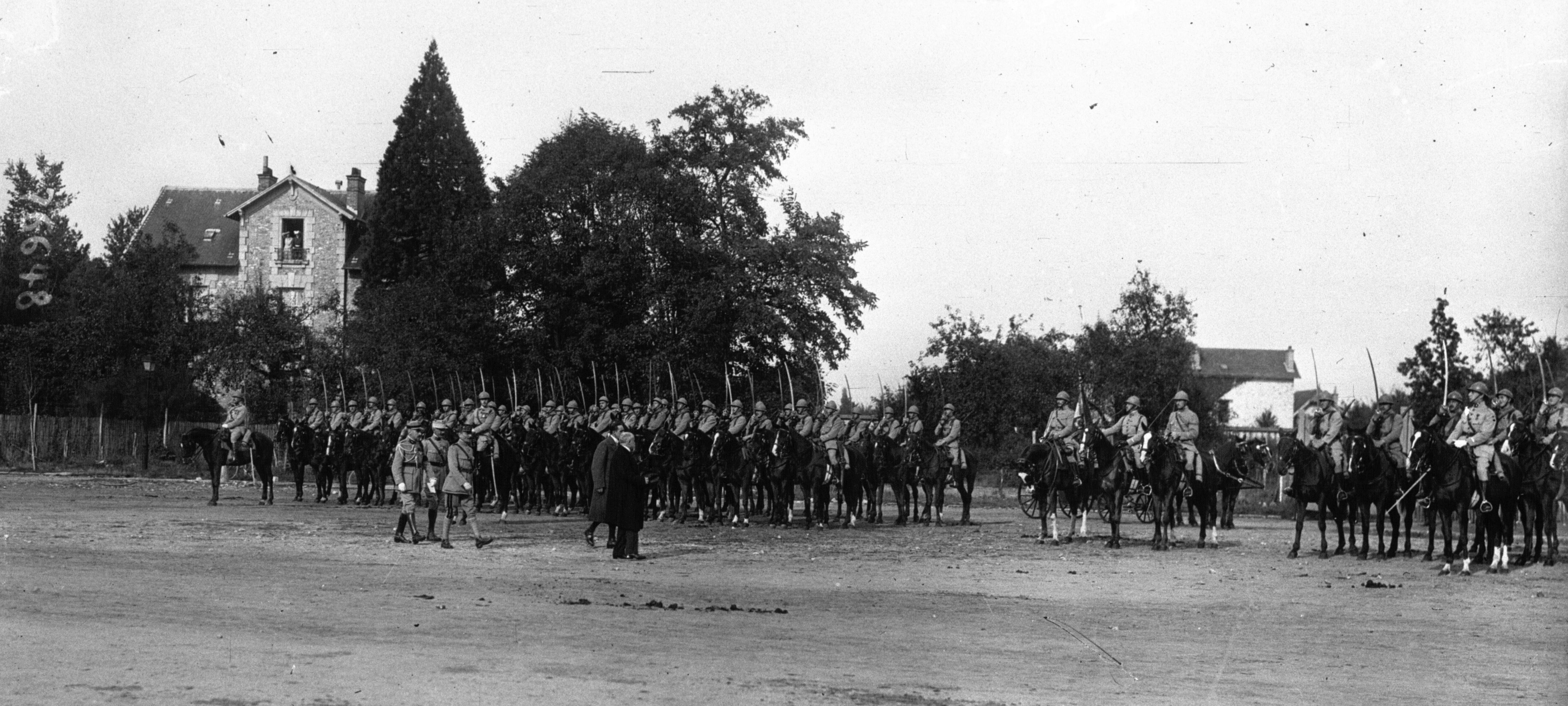
Le 4e régiment de hussards, avec son étendard, rend les honneurs au roi d'Espagne Alphonse XIII et au président Poincaré le 21 octobre 1919 à Rambouillet.

### Seconde Guerre mondiale

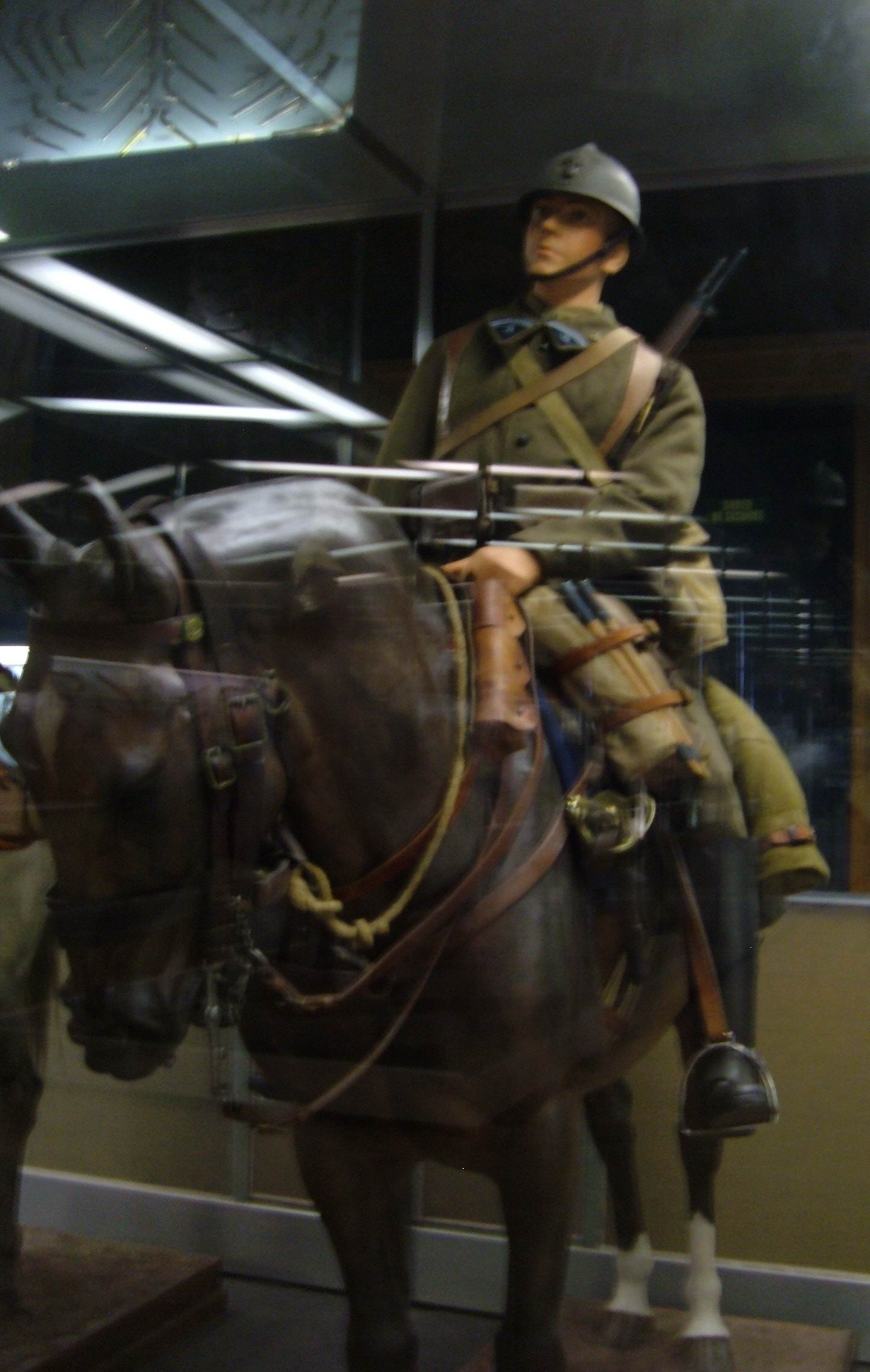
Uniforme d'un cavalier du 4e hussards en 1939.

#### Drôle de guerre
Le 4e régiment de hussards forme la 5e brigade de cavalerie avec le 6e régiment de dragons. Lors de la transformation des divisions de cavalerie en février 1940, cette brigade est rattachée à la 3e division légère de cavalerie qui dépend de la 3e armée. En cas d'intervention au Luxembourg, cette division doit y entrer pour ralentir les Allemands et permettre l'exécution des destructions prévues. En attendant, le régiment stationne à Zoufftgen.

### Après 1945

#### Guerre d'Algérie
Le 4e régiment de hussards est en Algérie de mai 1956 au 18 septembre 1962. Au cessez-le-feu du 19 mars 1962 — à la suite des accords d'Évian du 18 mars 1962 — il constitue, comme 91 autres régiments, une des 114 unités de la force locale de l'ordre algérienne à Dréa : la 410e UFL-UFO, composée de 10 % de militaires métropolitains et de 90 % de militaires musulmans qui, pendant la période transitoire, est au service de l'exécutif provisoire algérien, jusqu'à l'indépendance de l'Algérie.

#### 1964 - 1984

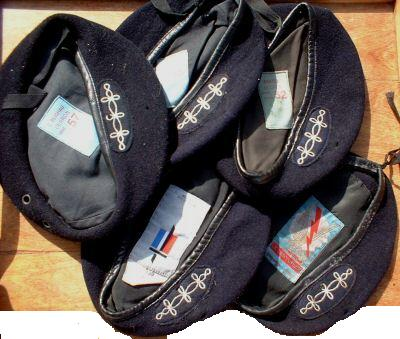
bérets avec insigne de hussards (la hongroise portée sur le béret).

Le régiment est dissous le 1er février 1964 pour former le 8e régiment de dragons. Un nouveau 4e régiment de hussards est immédiatement recréé à partir d'éléments du 1er régiment de chasseurs d'Afrique et du centre d'instruction du 6e régiment de dragons.
De 1964 à 1979, le 4e RH est présent à Besançon, au quartier Brun. Doté d'engins blindés de reconnaissance (EBR), il fait partie du détachement d'avant garde du 1er corps d'armée.
Il s'installe à Laon en 1979 et rejoint la 8e division d'infanterie puis est dissous en 1984.

#### 1984 - 1991
Le 1er juillet 1984, son étendard est confié au groupement des moyens régionaux n°6 — créé le 1er octobre 1969 — de Montigny-lès-Metz qui prend l'appellation de GMR/6 - 4e RH.

#### 1991 - 2011
Le 1er septembre 1991, il redevient le 4e régiment de hussards puis 4e groupe d'escadrons de hussards à partir du 1er juillet 2000.
Entre 2000 et 2011, le 4e groupe d'escadrons de hussards soutient l'état-major de la région terre Nord-Est (RTNE) et bon nombre d'organismes et de formations isolées de la garnison de Metz, entre autres : l'état major de la brigade de renseignement (EMBR), le groupement de recueil de l'information (GRI), le centre d'instruction santé de l'armée de terre (CISAT), l'état-major interarmées de zone de défense Est (EMIAZD), le groupement recrutement sélection (GRS) de la RTNE et la place de Metz. Le régiment a également la responsabilité de 11 emprises dans Metz et de 17 terrains ou fortifications dans tout le département de la Moselle.
Comptant 500 personnels, il était composé d'un escadron d'instruction et d'un escadron de commandement et de quartier général.
Le 4e groupe d’escadrons de hussards occupait les casernes Raffenel-Delarue, Colin et Lizé sur la commune de Montigny-lès-Metz.
Dans le cadre de la création des bases de défense, il se transforme en groupement de soutien de la base de défense de Metz le 1er janvier 2011 et regroupe ses moyens au sein des casernes Raffenel-Delarue et Colin.

## Batailles inscrites sur l'étendard

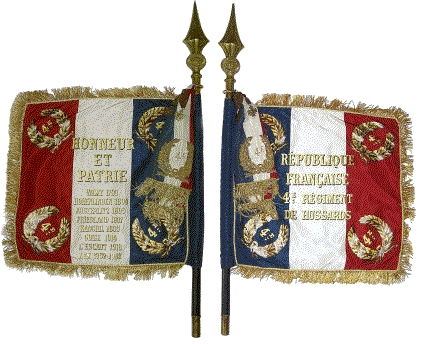
Étendard du 4e régiment de hussards

Il porte, cousues en lettres d'or dans ses plis, les inscriptions suivantes,:
- Valmy 1792 ;
- Hohenlinden 1800 ;
- Austerlitz 1805 ;
- Friedland 1807 ;
- Kanghil 1855 ;
- Guise 1914 ;
- L'Escaut 1918 ;
- AFN 1952-1962.

## Décorations
La cravate de son drapeau est décorée :
- de la croix de guerre 1914-1918, avec citation à l'ordre de la 4e division de cavalerie "étoile argent"[8] - ordre no 6 du 14 septembre 1914, signé par le général Abonneau ;
- de la croix de guerre 1939-1945, avec citation à l'ordre de l'armée "une palme"- ordre no 211C du 2 septembre 1940, signé par le général Weygand.

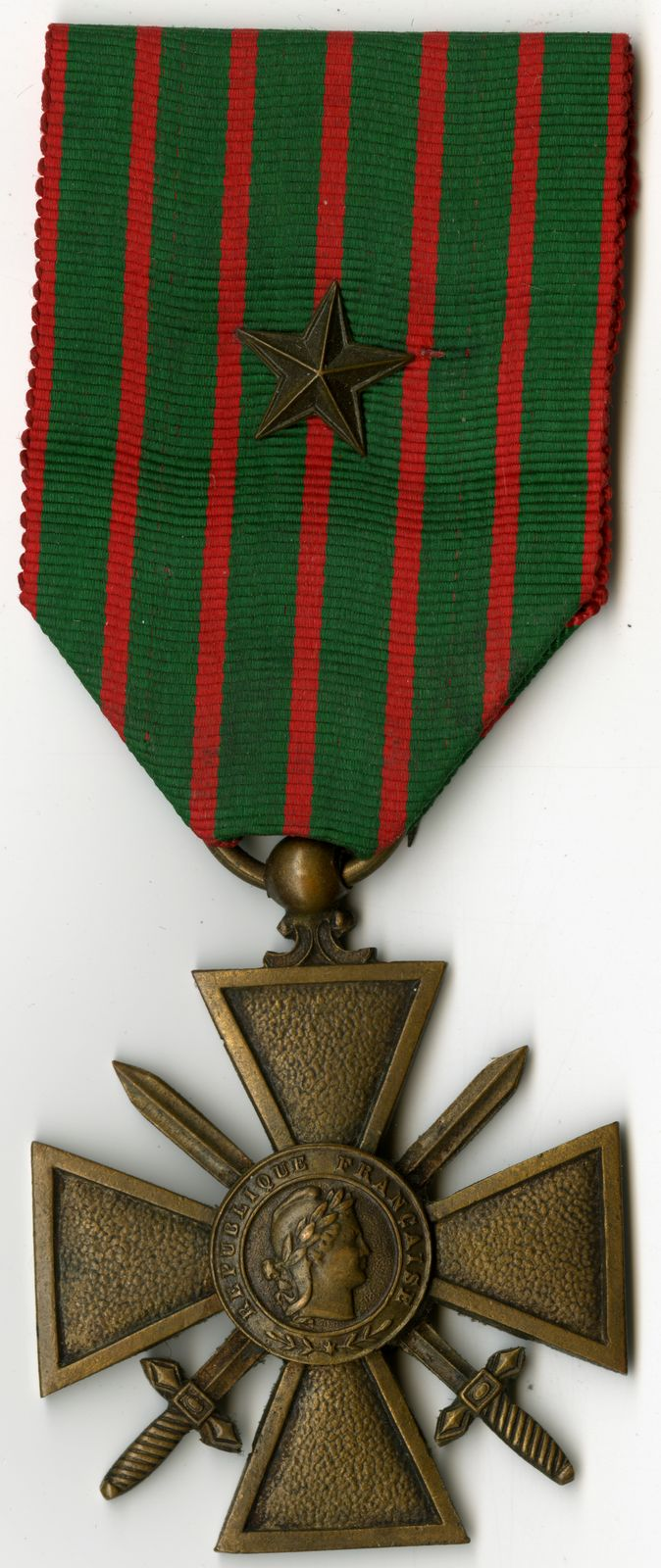
Croix de guerre 1914-1918
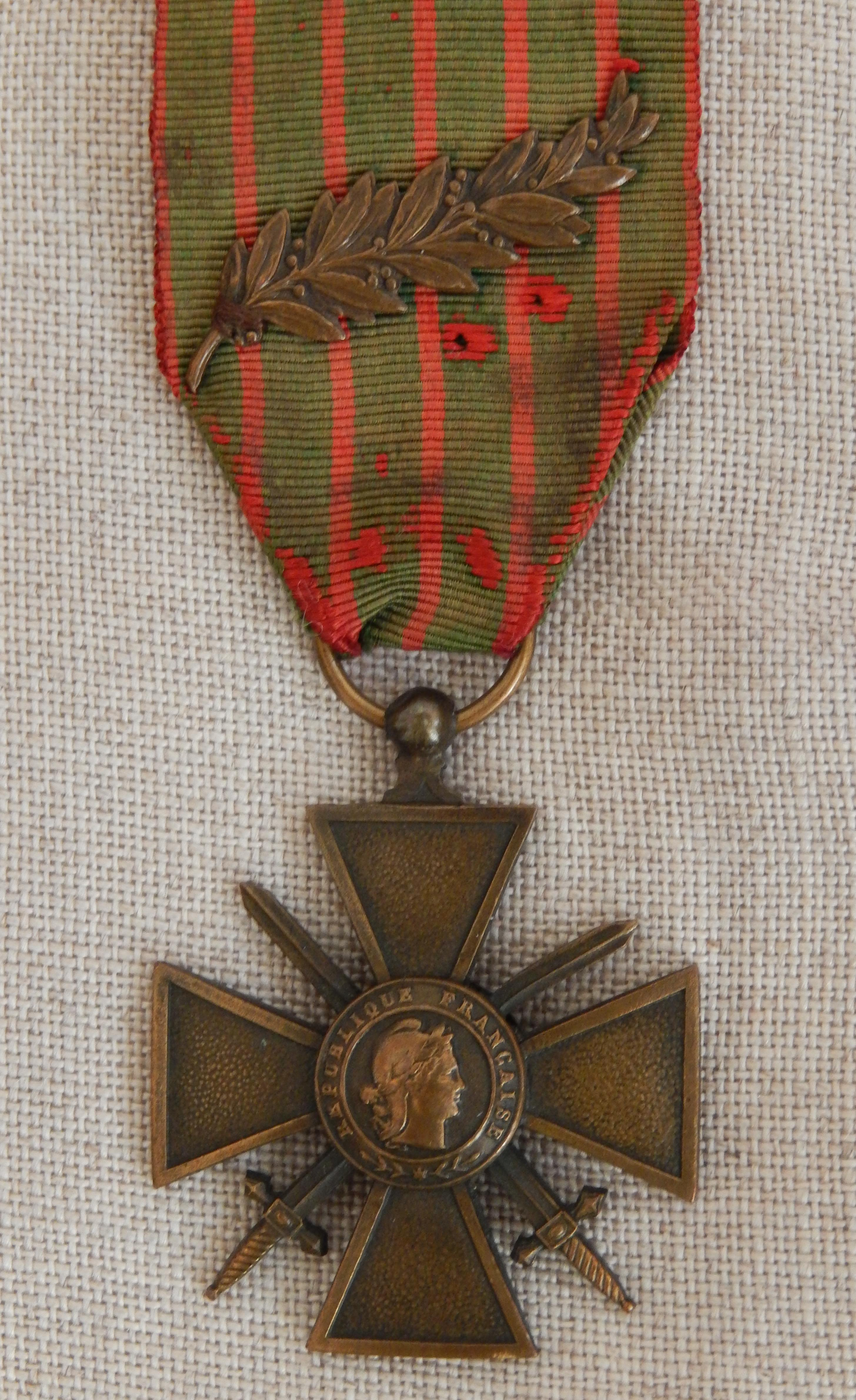
Croix de guerre 1939-1945 (avec palme)

## Devise

la hongroise portée sur le béret.

« Saxe-Conflans, bannière au vent ! »

## Personnalités ayant servi au sein du régiment

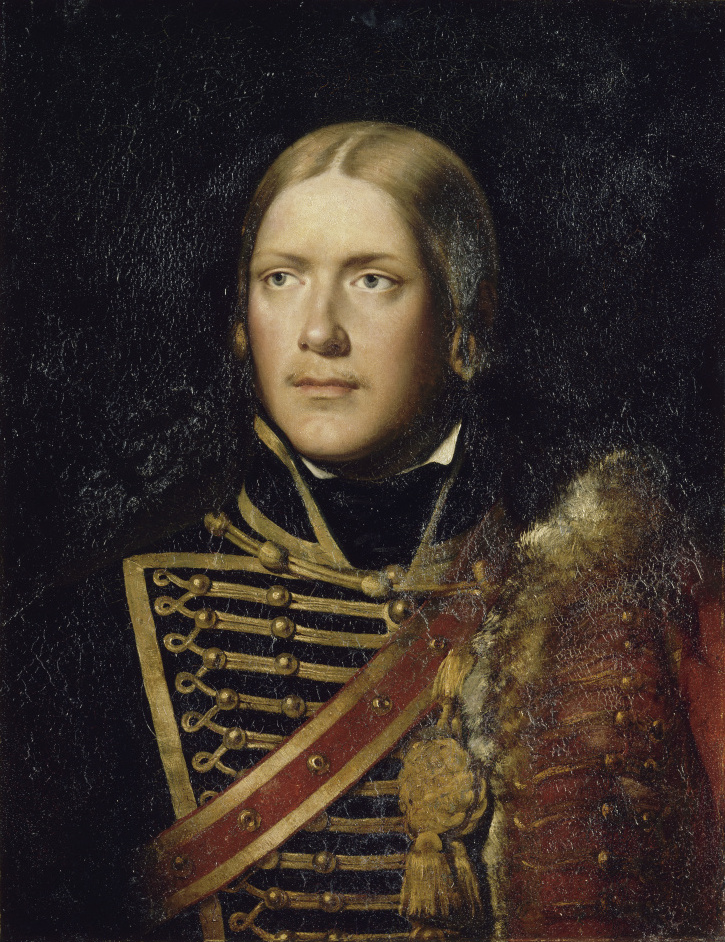
Portrait de Michel Ney en 1792, sous-lieutenant au 4e hussards.

- Henri-Jacques-Guillaume Clarke, maréchal de France, capitaine dans le régiment Colonel-Général hussards en 1784 ;
- le maréchal d’Empire Michel Ney s'y est engagé à l'âge de 18 ans, en 1787 ;
- Charles de Foucauld en 1880 à Pont-à-Mousson ;
- Charles-Marie-Augustin de Goyon, général de division, capitaine au 4e hussards en 1832 ;
- le sous-lieutenant Ismaël de Lesseps, fils du comte Ferdinand de Lesseps ;
- Patrice de Mac Mahon détaché au 4e hussards en 1830 ;
- le commandant Pajol entre dans le 4e régiment de hussards le 5 thermidor de l'an V ;
- le général Jean Compagnon de 1937 à 1940 ;
- le comte Walewski.
- Jean Nanterre (1907-1996), résistant français, Compagnon de la Libération.